# Benjamin Schließer
Benjamin Schließer (* 31. Mai 1977) ist ein deutscher evangelischer Theologe.

## Leben
Von 1998 bis 2006 studierte er Theologie in Tübingen, Glasgow und Pasadena. Nach der Promotion 2006 und der I. Evangelisch-Theologischen Dienstprüfung 2006 in Tübingen absolvierte er von 2006 bis 2009 das Vikariat in Unterhausen-Honau. Nach der II. Evangelisch-Theologischen Dienstprüfung 2009 ist er seit 2016 außerordentlicher Professor für Neues Testament am Institut für Bibelwissenschaft der Universität Bern.
Seine Forschungsschwerpunkte sind Briefe und Theologie des Paulus, frühchristlicher Identitätsdiskurs („Glaube und Zweifel“), Sozialgeschichte des Neuen Testaments, neutestamentliche Theologie, Rezeptions- und Wirkungsgeschichte neutestamentlicher Texte und Kirche und Gesellschaft.

## Schriften (Auswahl)
- Abraham's faith in Romans 4. Paul's concept of faith in light of the history of reception of Genesis 15:6. Tübingen 2007, ISBN 3-16-149197-1.
- Was ist Glaube? Paulinische Perspektiven. Zürich 2011, ISBN 3-290-17803-X.